# Camden County, Missouri
Camden County är ett administrativt område i delstaten Missouri, USA, med 44 002 invånare. Den administrativa huvudorten (county seat) är Camdenton.

## Geografi
Enligt United States Census Bureau har countyt en total area på 1 836 km². 1 697 km² av den arean är land och 139 km² är vatten.

### Angränsande countyn
- Morgan County - nord
- Miller County - nordost
- Pulaski County - öst
- Laclede County - sydost
- Dallas County - sydväst
- Hickory County - väst
- Benton County - nordväst

### Orter
- Camdenton (huvudort)
- Linn Creek